# Olibrus bimaculatus
Olibrus bimaculatus là một loài bọ cánh cứng trong họ Phalacridae. Loài này được Küster miêu tả khoa học năm 1848.